# Eileen Collins
Eileen Marie Collins (Elmira, 19 novembre 1956) è un'ex astronauta statunitense.

## Biografia
Nata a Elmira, nello stato di New York, si appassionò al volo fin da bambina, affascinata dalla storia di Amelia Earhart. Studiò al Corning Community College e si laureò in matematica ed economia, continuando poi a occuparsi di spazio.
Divenuta pilota dell'US Air Force, nel 1990 fu selezionata come astronauta, diventando poi la prima donna a pilotare e in seguito a comandare uno Space Shuttle.